# Перший Мордвинівський курган

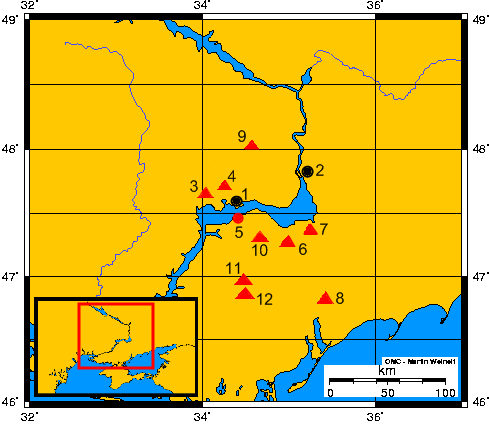
Столиця скіфів Кам'янське городище і т. зв. скіфські «царські» могили в нижній течії Дніпра:
1) Нікополь (сучасне місто)
2) Запоріжжя (сучасне місто)
3) Товста Могила
4) Чортомлик
5) Кам'янське городище
6) Гайманова Могила
7) Васільевські кургани
8) Мелітопольський курган
9) Олександропільський курган
10) Велика Цимбалка
11) Козел
12) Огуз

Перший Мордвинівський курган — поховання скіфського вельможі біля Каховки Херсонської області України, створення якого датують другою половиною IV століття до нашої ери.

## Історія дослідження
Ще на початку XX сторіччя. Археологічна комісія дійшла висновку, що загальноприйнята в Росії методика розкопок курганів потребує перегляду та вдосконалення. Було вирішено провести дослідження якогось великого кургану з повним знесенням його насипу. Був обраний семиметровий курган, розташований за 30 км на схід від Каховки, на землі, що належала тоді графу Мордвинову (тому курган увійшов до науки під назвою Перший Мордвинівський).
В 1914 році розпочалися розкопки. За два з половиною місяці було відкрито лише половину кургану.
Центральна могила у вигляді глибокої (понад 8 м) прямокутної шахти, по кутах якої були викопані 4 катакомби, виявилася майже повністю пограбованою. У двох головних катакомбах знайшли лише кілька десятків золотих бляшок; дві інші, де були поховані слуги, з бронзовим казаном та амфорами, лишилися недоторканими. Цей факт виразно свідчить про те, коли був пограбований Перший Мордвинівський курган. Зрозуміло, що пограбування відбулося невдовзі після поховання; більше того, грабіжники були присутні на похороні, бо інакше вони не могли б достеменно знати, котрі з чотирьох катакомб були основними.
Бокова могила Першого Мордвинівського кургану цілком збереглася. Тут була похована дівчина у високому головному уборі, обшитому золотими бляшками, на шиї знаходилося золоте намисто, у вухах — золоті сережки, на руках — два золоті браслети, на пальцях — шість золотих перснів. Одяг прикрашали більше двохсот золотих бляшок. В ногах у пані лежала рабиня, біля якої виявлено залізний браслет та кілька пастових намистинок. Перша світова війна, що почалася, перервала розкопки. Знахідки надійшли до Ермітажу, а вся польова документація — фотографії, щоденники, креслення — зникла.
Знахідки, передані 1939 року з Ермітажу до Харківського історичного музею, зникли під час Німецько-радянської війни. Така історія цього кургану, який за задумом його дослідників повинен був стати взірцем польової методики і вже з цієї причини, незважаючи на знахідки, увійти до скарбниці вітчизняної науки.

### Продовження досліджень
У 1970 році у зв'язку з будівництвом Каховської зрошувальної системи, співробітники Херсонської експедиції інституту археології АН УРСР, продовжили дослідження кургану.
Північну половину кургану, що залишилася, було вирішено дослідити, знімаючи насип вздовж лінії Північ — Південь. В центрі насипу, на всю його висоту треба залишити нешироку, ретельно зачищену смугу — так звану бровку. За допомогою бульдозерів Т-180 був знятий насип кургану, науковці розчистили ще раніше розкопану частину кургану й вибрали землю з могильних ям, досліджених у 1914 році.
Бокова могила, що зажила слави Першому Мордвинівському кургану, розташована у його південній полі. Вузька прямокутна яма (2,25х1,25 м), простягнута із заходу на схід, веде за допомогою трьох східців до овальної катакомби, також простягнутої із заходу на схід. Глибина катакомби — 4,65 м. Більш трудомісткою стала розчистка центральної ями, також простягнутої із заходу на схід. (6,5х4,2 м). «Заглибившись на три метри, помічаємо у північно-західному куті округлу чорну пляму. Це — грабіжницький хід. Розчистили і його. Він тягнувся майже на 20 м, починаючись у північно-західній полі кургану. Потрапивши через хід до ями центрального поховання, грабіжники далі вже йшли нею», — згадує Лєсков у своїх спогадах.

## Опис кургану
Курган був споруджений у два прийоми. Перший насип перекривав лише центральне поховання. Його діаметр не досягає місця бокової могили. Після поховання дівчини курган був досипаний і досяг семиметрової висоти. Насип був складений з великих шматків дерну (у профілі помітно, як один шматок відокремлений від іншого). Основа насипу приблизно на метр у висоту зміцнена за допомогою намазаного товстого шару жовтої материкової глини. Вже на рівні давнього горизонту основа обмазки обкладена великим дикарним камінням — так званою крепідою, якою іноді оперезувалася основа скіфських курганів.
При розчистці крепіди часто зустрічалися уламки амфор, кістки тварин, вугілля. Це — залишки тризни. В п'яти метрах від крепіди курган був оточений ровом шириною 2,2 м і глибиною 1,25 м.
Північно-західна і південно-західна камери виявилися невеликими і зовсім порожніми. Південно-східна камера значно більша, але також порожня. У північно-східній виявлено великі частини набірного панцира із залізних платівок, роздавлену амфору, метальний камінь для пращі, кістки коня, що лежали на зотлілому дереві (очевидно, залишки страви).
Врешті-решт додаткове дослідження не привело до нових, особливо цікавих знахідок.

## Опис знахідок
Вінець головного убору юної скіф'янки, похованої у боковій могилі, прикрашала золота порожниста фігурка птаха з розкинутими крилами, що сидить на золотій квітці, в основі якої лежить розетка, а від останньої здіймаються догори три пелюстки з круглими привісками на кінцях. Така прикраса вперше зустрічається у скіфському кургані.
Унікальною знахідкою є золоті сережки у вигляді кільця, звитого з товстого крученого дроту, та підвіски, що передає голівку козла з чудово виконаними деталями.
Не має аналогій і мордвинівське намисто. Воно складається з 15 ланок; дві кінцеві — трикутної форми з рельєфним зображенням дерева, тринадцять середніх — фігурні з рельєфним зображенням, очевидно, сирени у фас. Від фігурних ланок звисають по одній або по дві жолудеподібні привіски. Знайдено пару масивних золотих пластинчастих браслетів, 6 перснів з плоским щитком, великий срібний ритон (ріг для питва).
Серед численних, різноманітних за формою та орнаментацією бляшок найцікавішими є 10 квадратних бляшок із зображенням сидячої жінки (богині) з дзеркалом в руках, перед нею стоїть скіф, який п'є з рога. Такі бляшки зустрічаються і в інших скіфських курганах.